# Kalanchoe quartiniana
Kalanchoe quartiniana és una espècie de planta suculenta del gènere Kalanchoe, de la família de les Crassulaceae.

## Descripció
És una planta perenne, completament glabra, glauca, de fins a 70 cm d'alçada.
Les tiges són simple, erectes, robustes, terete, ramificades a dalt.
Les fulles són peciolades amplexicaule, amb pecíol de 2,5 a 6 cm de llarg, làmina ovada, obovada, obovada-oblonga o el·líptica, de 10 a 18 cm de llarg i de 8 a 10 cm d'ample, àpex obtús, marges irregularment crenats.
La inflorescència és laxa, amb panícules cimoses molt ramificades.
Les flors són erectes, amb el pedicel esvelt, de 10 a 25 mm de llarg; tub del calze de 1,7 a 2,2 mm de llarg, lòbuls lanceolats, aguts, membranosos, lleugerament estesos, de 6 a 12 mm de llarg i de 3 a 5 mm d'ample; corol·la de color blanc pur, groc a rosa pàl·lid, tub cilíndric inflat cap a la base, de 30 a 50 mm de llarg, lòbuls ovats, bruscament acuminats, de 10 a 20 mm de llarg i de 6 a 7 mm d'ample: estams inserits per sobre de la meitat del tub de la corol·la, els estams de més amunt sobresortint; anteres d'1 mm; nectari lineal, obtús a emarginat, de 4 a 8 mm de llarg i de 0,5 a 0,7 mm d'ample; carpel ovat-lanceolat en vista lateral, de 14 a 20 mm de llarg; estil de 14 a 30 mm de llarg.
És molt similar a K. petitiana i a K. peteri.

## Distribució
Planta endèmica d'Etiòpia. Creix als marges dels boscos i matollars, de 2100 a 2600 m d'altitud.

## Taxonomia
Kalanchoe quartiniana va ser descrita per Achille Richard i publicada a Tentamen Florae Abyssinicae... t. 1: 311, t. 54. 1847.

#### Etimologia
Kalanchoe: nom genèric que deriva de la paraula cantonesa "Kalan Chauhuy", 伽藍菜 que significa 'allò que cau i creix'.
quartiniana: epítet atorgat en honor del botànic francès R. Quartin-Dillon.

#### Sinonímia
- Kalanchoe dyeri N.E. Br.